# Pavlo Teteria
Pavlo Teteria (né vers 1620 et mort en 1670), de son vrai nom Pavlo Morjkovski, hetman de la rive droite de l'Ukraine

## Biographie
Pavlo Teteria étudie à l'université de Kiev. Lorsque le soulèvement de Khmelnytsky éclate en 1648, il rejoint l'armée cosaque (en). Il a commence son service en tant que secrétaire du régiment pour le régiment de Pereyaslav, et devient rapidement l'adjoint du secrétaire général. Il fait partie de la délégation qui accompagne Tymofiy Khmelnitski (en) à Iași pour épouser Ruxandra la fille du voïvode moldave, Basile le Loup. En juillet 1653 Teteria assume le poste de colonel de Pereyaslav, tout en conservant le poste de secrétaire général adjoint.
En avril 1654, il accompagne la délégation ukrainienne envoyée à Moscou pour négocier le traité de Pereïaslav qui place l'Hetmanat cosaque et la Zaporoguie sous la protection du tsarat de Russie. Lorsque Ivan Vyhovsky est nommé hetman, Teteria devient son chancelier. Il a participe aux négociations du traité d'Hadiach, qui en intégrant l'Ukraine en tant que troisième état indépendant, transforme la république des Deux Nations en république tripartite de Pologne-Lituanie-Ruthénie, sous la souveraineté ultime du roi de Pologne. Le traité a conduit l'Ukraine à une guerre civile que les Ukrainiens surnommeront La Ruine. Teteria soutient alors ouvertement le camp polonais et fait pression sur le jeune et inexpérimenté Iouri Khmelnytsky et le conduit à abdiquer.
En janvier 1663, Teteria succède officiellement à Khmelnytsky comme hetman de l'Ukraine. De nombreux dirigeants cosaques, considérés comme des rivaux potentiels sont aussitôt emprisonnés et exécutés. Teteria applique scrupuleusement la ligne politique imposée par la Pologne. En 1664, Jean II Casimir Vasa tente d'envahir la rive gauche. L'attaque échoue et Teteria regagne la rive droite, mais des dirigeants Cosaques fomentent une révolte paysanne contre son régime totalitaire. En 1665, incapable de faire face aux troubles, Teteria abdique et se réfugie en Pologne où il se convertit au catholicisme et obtient de hautes fonctions administratives à Polotsk. Il rentre alors rapidement en conflict avec des magnats polonais. Incapable d'obtenir un soutien suffisant de la part de la Sejm, il quitte la Pologne et trouve refuge à Andrinople, où il décède en 1670.

## Mariages
Teteria se marie une première fois avec Tetyana Vyhovska, puis en 1660, il épouse Olena Khmelnitski, devenant ainsi le gendre de l'hetman Bohdan Khmelnytsky.

## Sources
- (en) Teteria, Pavlo at the Encyclopedia of Ukraine
- (pl) Anna Kryszak, Paweł Tetera – hetman kozacki